# Ślubów (województwo mazowieckie)
Ślubów – wieś (dawniej miasto) w Polsce położona w województwie mazowieckim, w powiecie wyszkowskim, w gminie Wyszków. Ma status sołectwa.
Ślubów uzyskał lokację miejską w 1477 roku, zdegradowany przed 1579 rokiem. W latach 1975–1998 miejscowość położona była w województwie ostrołęckim.
Wierni Kościoła rzymskokatolickiego należą do parafii Świętej Trójcy w Niegowie lub do parafii Matki Bożej Królowej Polski w Wyszkowie-Rybienku Leśnym.